# Lying from You
„Lying from You“ je píseň americké rockové skupiny Linkin Park, vydaná 16. března 2004. Jedná se o druhý singl z jejich druhého alba Meteora, které vyšlo 25. března 2003.

## Pozadí písně
Píseň začíná samplem kláves společně s violou, který se ve sloce prolíná. Obsahuje také zvuk hořícího auta. Byla jednou ze sedmi písní skupiny použitých ve spolupráci s rapperem Jayem-Z („Dirt off Your Shoulder/Lying from You“) na albu Collision Course vydaném v listopadu 2004.

## Videoklip
Jako videoklip byl použit záznam koncertu z živého alba Live in Texas. Živá verze písně byla použita v internetových verzích videoklipu. Tento videoklip je k dispozici na iTunes společně s písní „Points of Authority“.

## Seznam skladeb
| Propagační CD | Propagační CD    | Propagační CD |
| Pořadí        | Název            | Délka         |
| ------------- | ---------------- | ------------- |
| 1.            | "Lying from You" | 2:55          |

## Obsazení

### Linkin Park
- Chester Bennington – zpěv
- Mike Shinoda – rap, klávesy, sampler
- Brad Delson – sólová kytara
- Dave Farrell – basová kytara
- Joe Hahn – gramofony, samplery
- Rob Bourdon – bicí